# Bishops Schlankbeutelratte
Bishops Schlankbeutelratte (Marmosops bishopi) ist eine Beuteltierart, die im westlichen Brasilien (Mato Grosso und Rondônia) im östlichen Peru und im nördlichen und östlichen Bolivien vorkommt. Die Art ist nach dem Zoologen Ian R. Bishop benannt, der am Natural History Museum aktiv war.

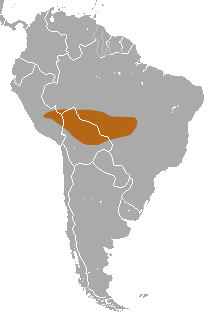
Verbreitungsgebiet

## Beschreibung
Die Tiere erreichen eine Kopfrumpflänge von 7,9 bis 11,1 cm, haben einen 11,6 bis 15 cm langen Schwanz und erreichen ein Gewicht von 11 bis 33 g. Farblich ist die Art variabel und das Rückenfell kann rotbraun oder dunkel graubraun oder hell graubraun sein. Die Körperseiten sind immer heller als der Rücken, der Kopf hat die gleiche Farbe wie der Rücken. Die Region zwischen den Augen und die Schnauze sind heller. Rund um die Augen befinden sich auffällige dunkle Augenringe, ein mittiger dunkler Strich auf der Schnauze fehlt und die Wangen sind weißlich. Der Bauch ist weißlich. Der Schwanz, dessen Länge etwa 135 % der Kopfrumpflänge beträgt, ist in der Regel auf der Oberseite dunkel und auf der Unterseite hell, bei einigen Exemplaren jedoch einfarbig. Die Oberseiten der Füße sind weiß. Weibchen haben keinen Beutel und insgesamt neun Zitzen, vier auf jeder Seite und eine in der Mitte. Der Karyotyp besteht aus einem Chromosomensatz von 2n=14 Chromosomen (FN=24).

## Lebensraum und Lebensweise
Bishops Schlankbeutelratte lebt in Tieflandregenwäldern, in Tieflandtrockenwäldern, in Galeriewäldern, in Terra-Firme-Wäldern und in Nebelwäldern. Über ihre Lebensweise, Ernährung und Fortpflanzung ist so gut wie nichts bekannt. Die Tiere leben sowohl auf dem Erdboden als auch kletternd im Unterholz bis in Höhen von zwei Metern. Jungtiere wurden zum Ende der Regenzeit im Mai und im Juni gefangen.

## Status
Da Bishops Schlankbeutelratte ein großes Verbreitungsgebiet hat, relativ häufig ist und in Peru und Bolivien in mehreren Schutzgebieten vorkommt, gilt sie als ungefährdet.

## Belege
1. 1 2 3 4  Diego Astúa: Family Didelphidae (Opossums). in Don E. Wilson, Russell A. Mittermeier: Handbook of the Mammals of the World – Volume 5. Monotremes and Marsupials. Lynx Editions, 2015, ISBN 978-84-96553-99-6. Seite 181.
2. ↑  Beolens, Watkins & Grayson: The Eponym Dictionary of Mammals. JHU Press, 2009, S. 43 (englisch, Bishop).
3. ↑  Juan F. Díaz-Nieto, Robert S. Voss: A Revision of the Didelphid Marsupial Genus Marmosops, Part 1. Species of the Subgenus Sciophanes. Bulletin of the American Museum of Natural History Number 402 :1-70. 2016, doi: 10.1206/0003-0090-402.1.1. Seite 43–49.
4. ↑  Marmosops bishopi in der Roten Liste gefährdeter Arten der IUCN 2016. Eingestellt von: Tarifa, T., 2016. Abgerufen am 21. Januar 2019.